# 盲人引领盲人
《盲人引领盲人》,《盲人》或《盲人寓言》 (荷蘭語：De parabel der blinden)是一幅由荷兰文艺复兴时期画家老彼得·勃鲁盖尔于1568年完成的画作。这幅画在亚麻帆布上用胶画颜料制成，尺寸为86 cm × 154 cm（34英寸 × 61英寸）。它描绘了《马太福音》第15章14节“盲人引领盲人”的圣经寓言，并被收藏在意大利那不勒斯的国立卡波堤蒙特博物馆中。
这幅画反映了勃鲁盖尔细致的观察。每个人物都有不同的眼疾，包括角膜白斑，眼球萎缩和眼球摘除。画中的男人们抬起头来更好地利用其他感官。对角线构图增强了六个人逐渐跌倒的步履蹒跚感。由于其准确的细节描述和创作技巧，它被认为是一项杰作。复制品包括勃鲁盖尔的儿子小彼得·勃鲁盖尔的放大版本，并且该作品启发了一些文学作品的创作，比如夏尔·波德莱尔和威廉·卡洛斯·威廉斯的诗歌以及格特·霍夫曼的小说。
勃鲁盖尔在去世前的那一年画了《盲人》。它有一种苦涩，悲伤的基调，这可能与西属尼德兰政府于1567年成立除暴理事会有关。该理事会下令进行大规模的逮捕和处决，以执行西班牙的统治并镇压新教。圣安娜教堂在圣安娜彼得村的设立有赞成和反对天主教的两种声音，尽管尚不清楚这幅画是否是一种政治声明。

## 描述
这幅画描绘了一列由六名失明的、其貌不扬的男人组成的前行队伍。他们沿着一条以河流为界的道路行进，河的另一侧是带有教堂的村庄。 队伍的领头人仰天跌进沟里，因为他们彼此都拉在一起，所以他似乎也要把他的其他同伴拖下去了。 一位放牛郎站在后面背景中。

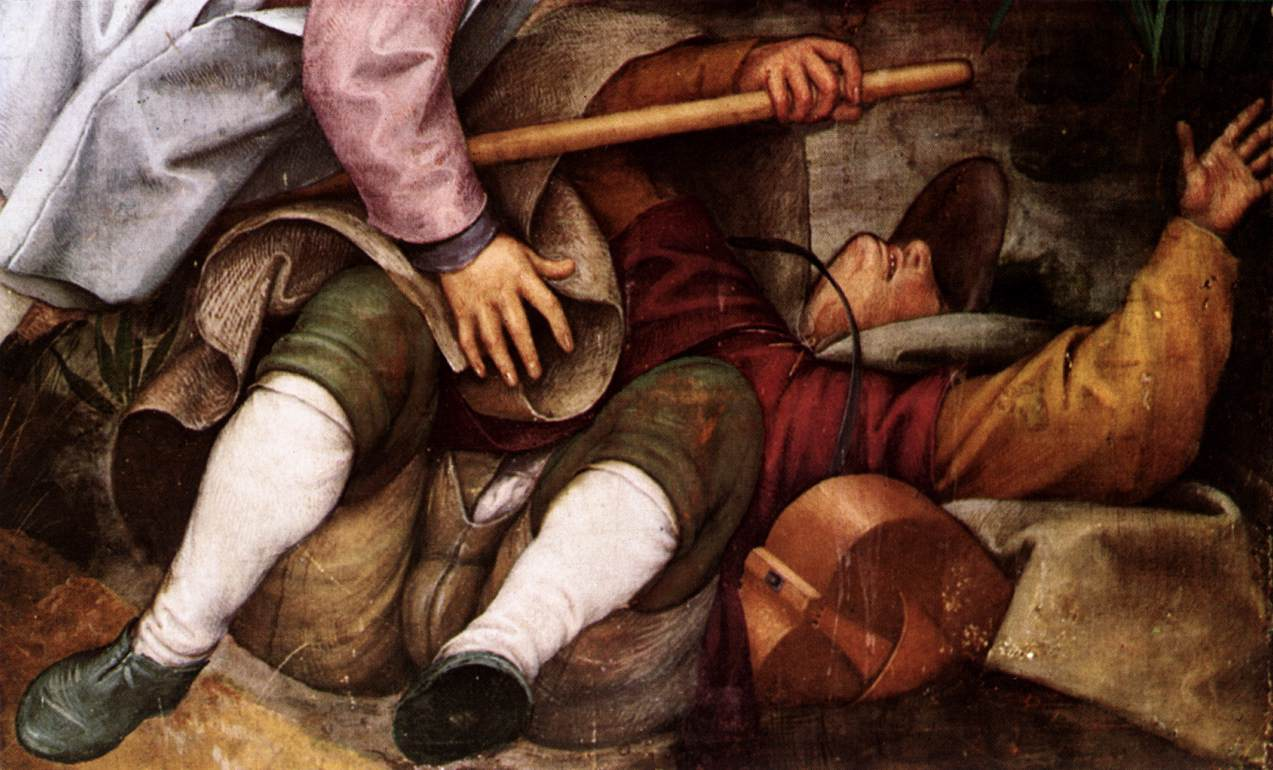
勃鲁盖尔在描绘盲人领袖方面表现出精湛的透视画法技巧。

勃鲁盖尔的作品基于《马太福音》第15章14节中盲人引领盲人的圣经寓言，在里面基督指的是法利赛人。 根据艺术评论家玛格丽特·苏利文（Margaret Sullivan）的说法，勃鲁盖尔的受众对古典文学的熟悉程度与圣经一样。伊拉斯谟（ Erasmus）在勃鲁盖尔（Bruegel）的画作出版两年之前发表了他的《阿达吉亚》，其中引用了古罗马诗人贺拉斯的（“盲人”的盲人领袖）。 勃鲁盖尔将寓言中的两个瞎子改为六人，他们穿着体面，而不是穿着代表他后期作品的贫农服饰。第一个盲人的脸看不见；第二个盲人跌倒时扭了头，也许是为了避免面朝地摔倒。第三个人，穿着护胫，脸朝天膝盖略弯。因与第二个人牵引着，他也正在倒地中。其他人还没有开始跌跌撞撞，但似乎也预示着同样的命运。
盲人的脸和身体以及包括教堂在内的背景细节都以极其细致的细节呈现的。 领队人的后倒姿态证明了勃鲁盖尔精湛的透视画法。勃鲁盖尔的画作背景通常是虚构的,但是《盲人领导盲人》的画作背景已经确定是圣安娜彼得村,而教堂则是圣安娜教堂。

## 风格

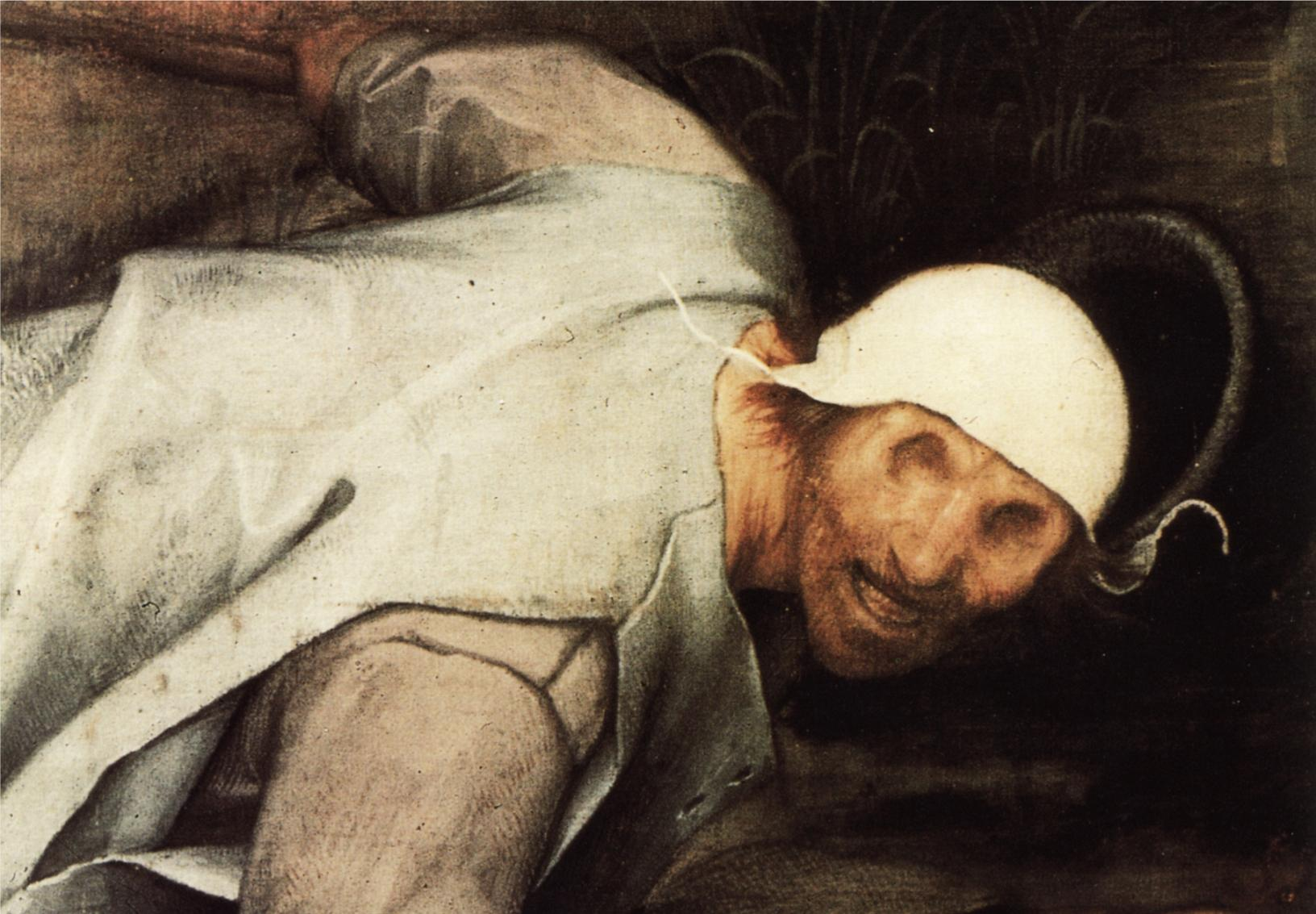
关于第二个盲人跌倒的细节。眼科医生已确定他的眼睛已被摘除。

勃鲁盖尔四副保存下来的胶画中,有一个作品属于tüchlein，这是光绘的一种，它使用的是颜料与水溶性胶混合制备而成的蛋彩画。在油画颜料出现之前，这种方法已广泛用于绘画和泥金装饰手抄本中。不知道勃鲁盖尔从谁那里学到了它的用法，很多人推测他可能学自他的岳母，手抄本师Mayken Verhulst。或者学自他的老师彼得•考克•范•埃尔斯特; 也有可能他学自画家兼手抄本师朱利奥·克洛维奥（ Giulio Clovio） ，他与朱利奥一起在意大利生活过，他也帮助了朱利奥画了许多使用胶画颜料的袖珍画。由于亚麻布的高易腐性和生皮胶的溶解性，tüchleins是很难被完好地保存，并且一旦受损很难修复。《盲人引领盲人》被保存的较好，只在例如牧民和中间地带的一些家禽处遭受了侵蚀。细腻的笔触下方可见亚麻帆布的纹理。该作品已署名并注明日期BRVEGEL.MDLX.VIII。该画大小86 cm × 154 cm（34英寸 × 61英寸），是1568年最大的一幅画。
朴素的色调是通过大量的灰色，绿色，棕红色和黑色的配色方案实现的。人体的对角线移动在前景中产生了戏剧性的张力，该张力与风景背景成对角线分布。平坦的乡村是明显的佛兰德特色，与勃鲁盖尔笔下的大多数风景不同，他将将山脉等外来元素引入当地风景。
与先前将盲人描述为神圣天赋的受益者相比，勃鲁盖尔画中的男人跌跌撞撞，描绘中不带丝毫同情。那个没有眼睛的人则被解释为一个因不法行为或打架而受到惩罚的人。
勃鲁盖尔描绘了文艺复兴时期的经验客观性。在较早的绘画中，通常盲人都是以闭着眼睛的方式描绘的。而勃鲁盖尔给每个人描绘了不同的眼疾，尽管他们仍然存在一些诊断上的分歧，但十分贴近现实，可以让后来的专家推断他们的病情。法国解剖病理学家让·马丹·沙尔科（Jean-Martin Charcot）和解剖艺术家保罗·里歇尔（ Paul Richer）早期发表了“畸形而病态的艺术”（1889年），紧接着法国病理学家Tony-Michel Torrillhon于1957年对勃鲁盖尔的人物进行了更多研究。第一个人的眼睛是看不见的。第二个人他的眼球被摘除，眼睑也是：第三个患有角膜白斑;第四个人眼球萎缩;第五个人是要么没有光感的盲人，要么十分畏光；第六位有天疱疮或大疱性天疱疮。夏科特和里歇尔指出勃鲁盖尔准确地描绘了盲人，他们并没有面朝前方而是高高抬起脸颊，因为他们不得不依靠自己的嗅觉和听觉前进。 

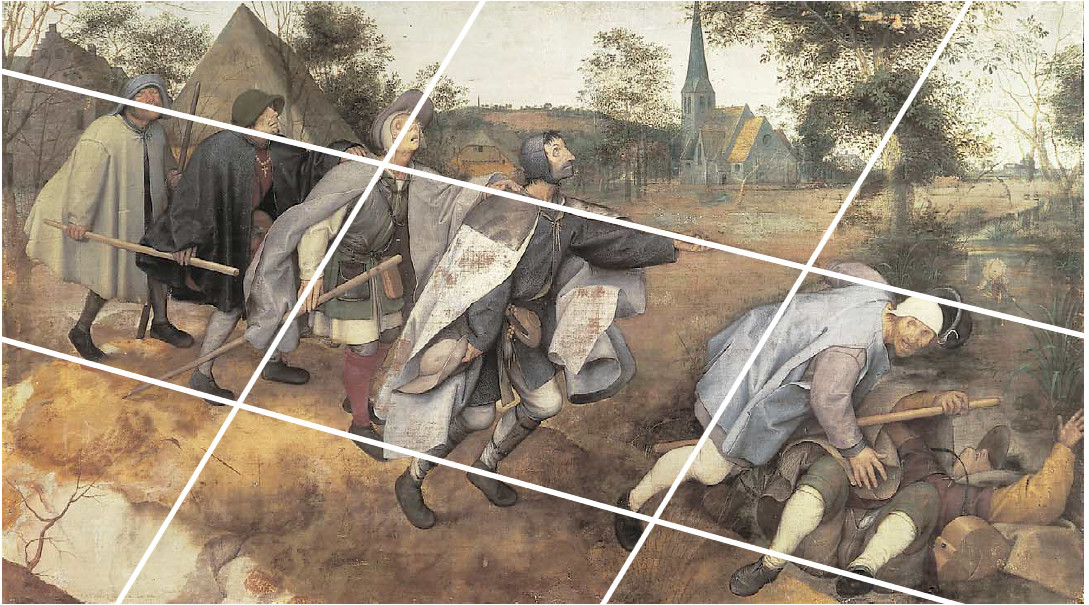
对角线构图产生张力并给人以运动感。

## 背景

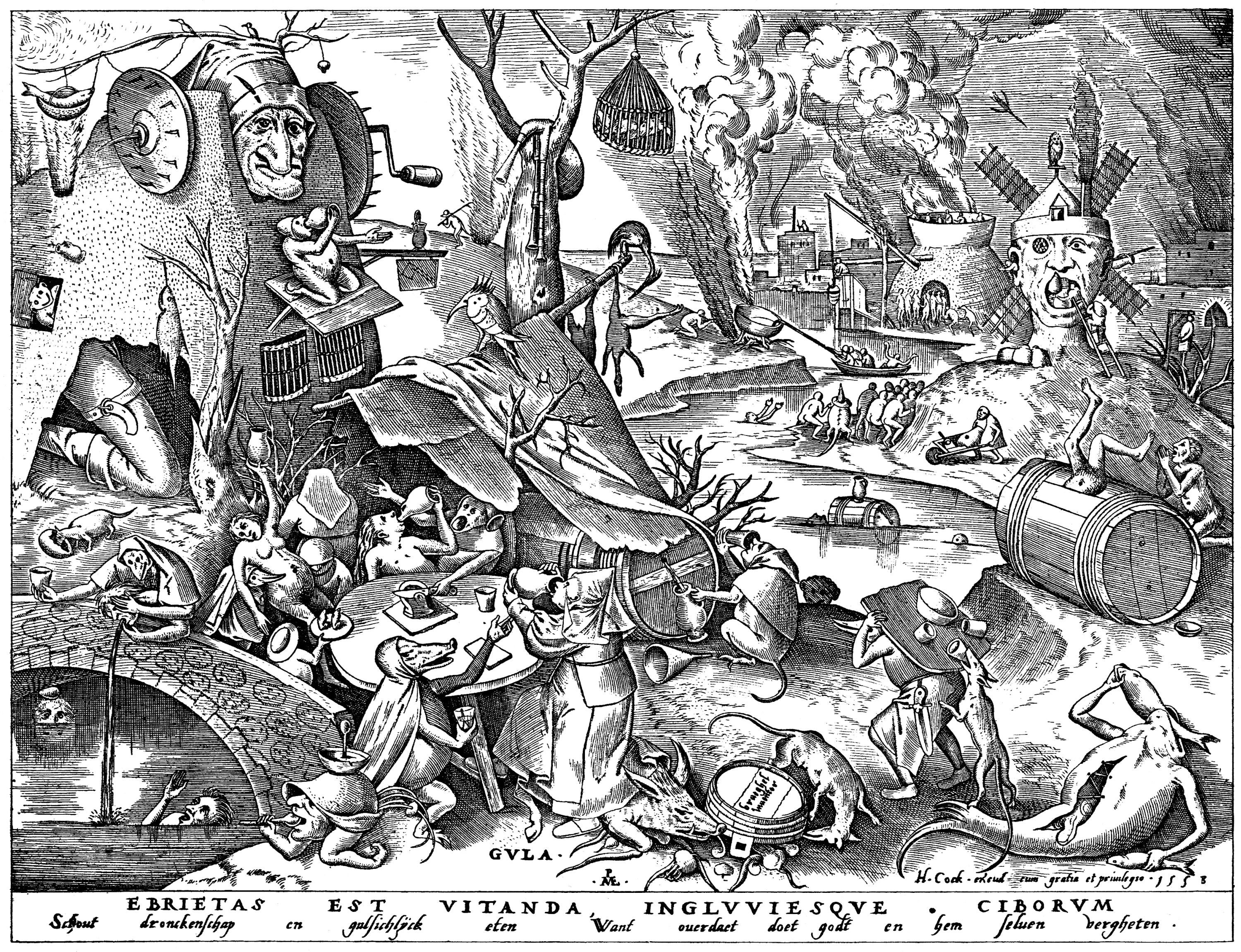
《暴食》，勃鲁盖尔，1558年。这个早期作品是在博斯热闹而梦幻般的作品后的。

十六世纪的欧洲经历了许多社会变革：新教改革及其对公共宗教艺术的排斥；文艺复兴时期的人文主义及其对经验主义的重视都以牺牲宗教信仰为代价；在重商主义兴起的同时，中产阶级也迅速成长。那是学习和知识快速发展的时期，并且是走向经验科学的时代-即哥白尼日心说理论和谷登堡印刷机的的时代。奥特柳斯（ Ortelius）的地图学影响了风景画，维萨留斯（Vesalius）通过直接观察解剖的身体给解剖学研究带来了进步，激发了艺术家更多地关注其作品中解剖学的准确性。
艺术品在这个时代可以在公开市场上交易。艺术家试图通过与传统贵族，神话和圣经不同的主题来区分自己，并根据经验观察发展出新的，现实的技术。古典文学为处理艺术中的“低级”主题提供了先例。在这种背景下出现了体裁艺术及其对普通百姓和日常生活的描绘。
彼得·勃鲁盖尔（Pieter Bruegel）以晦涩风格描绘风景和一些奇幻场景开始了他的职业生涯，为他赢得了耶罗尼米斯·博斯的艺术继承人的声誉。他很快开始效仿另一位大师彼得·阿尔岑（ Pieter Aertsen），这位大师在1550年代以高度写实的风格描绘日常场景而出名，例如在他的大型画《屠夫摊位》（1551）中对肉类产品进行了详细的描绘。勃鲁盖尔的主题也变得更加琐碎，他的风格变得更具观察性。他因对贫农详尽，准确和写实的描写而声名远扬，他的画在贫农中广受欢迎。他在亚麻帆布和橡木板上绘画，不画那些华丽的场面和皇亲贵族的肖像。勃鲁盖尔最初描绘的农民没有特色，没有差异。但随着他绘画技术的成熟，他们的相貌变得更加细致且富有表现力。

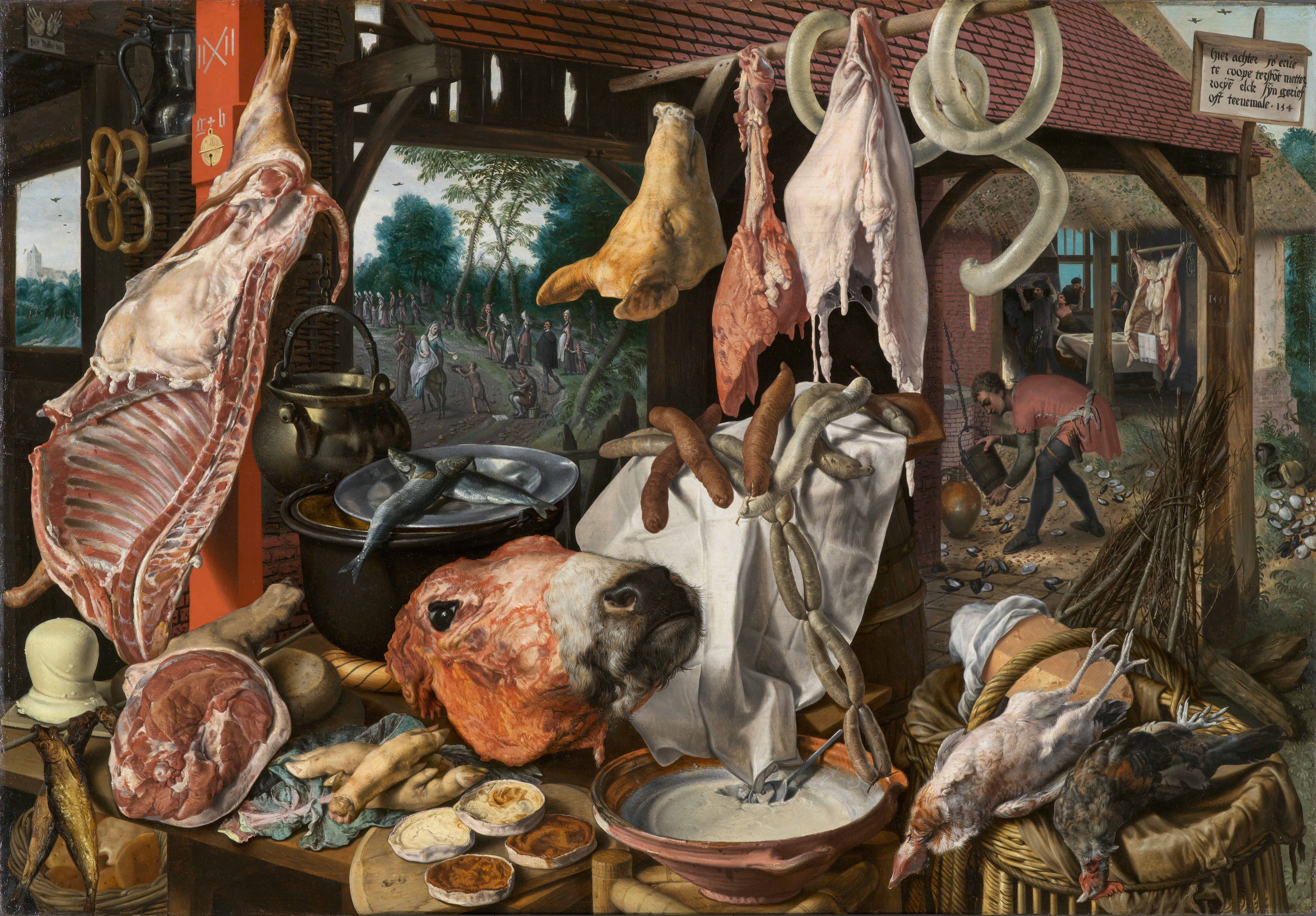
彼得·阿尔岑（Pieter Aertsen）是最先绘画日常生活的。
《肉铺与给予救济品的神圣家庭》，阿尔岑，1551年

1563年，勃鲁盖尔（Bruegel）与他的老师彼得·科克·范·阿斯特（Pieter Coecke van Aelst）的女儿迈肯（Mayken）结婚并搬到了西属尼德兰政府所在地布鲁塞尔（1556–1714）。1567年，荷兰总督阿尔巴公爵成立了除暴委员会（俗称“血腥委员会”），以镇压天主教以外的宗教并执行西班牙的统治，这导致了大规模的逮捕和处决。勃鲁盖尔是否支持加尔文主义者或打算在《盲人》中表达政治信息是不明确的，但有证据表明他可能持有批评天主教的观点。苦涩，悲伤的基调是他后期作品的特点，例如《盲人》和《绞刑架上的喜鹊》 。
在古希腊，盲人被描绘成从众神那里得到了恩赐，盲人歌手受到高度重视。欧洲中世纪，盲人被描绘成奇迹，如马可福音第10章第46-52节中在杰里科附近受到治愈的盲人巴底买。宗教改革后，在新教徒地区，关于圣人和奇迹的绘画并不受欢迎。在天主教徒的思想中，慈善善举，例如向盲人和穷人施舍，这样的善事与信仰结合，有助于施行者救赎。但是，新教徒的因信称义理论否定了行为在实现救赎上的作用，规定救赎仅取决于信仰（以及上帝对每个人预定宿命论的复杂性）。穷人和弱者的慈善地位降低了，乞丐的处境也恶化了。在当时的流行文学中，盲人被描述为流氓或恶作剧的目标。“盲人引领盲人”的寓言也在勃鲁盖尔《尼德兰箴言》（1559）中作为插图谚语之一出现过。   

## 进一步阅读
- 盲人领导Capodimonte画廊的盲人
- 维基共享资源上的相關多媒體資源：The Blind Leading the Blind by Pieter Bruegel the Elder